# Lingua svizzero-tedesca
Lo svizzero tedesco (in tedesco: Schweizerdeutsch, in tedesco alemanno: Schwyzerdütsch, Schwiizertüütsch, Schwizertitsch) è un termine collettivo utilizzato per designare i dialetti del tedesco alemanno parlati in Svizzera dalla popolazione di lingua tedesca.
Il termine «svizzero tedesco» è utilizzato in opposizione al tedesco standard (Hochdeutsch), il tedesco parlato in Germania e lingua ufficiale in 21 cantoni svizzeri. 
Da un punto di vista strettamente linguistico, i dialetti parlati in Svizzera non presentano differenze sostanziali rispetto agli idiomi vernacolari parlati nella regione del Vorarlberg in Austria, nel principato del Liechtenstein, nelle regioni limitrofe della Germania, in Alsazia (Francia) e nelle comunità walser dell'Italia settentrionale. Sono infatti tutte di varianti del tedesco alemanno.

## Articolazione dei dialetti svizzeri tedeschi
Pur essendo in linea generale mutuamente comprensibili, i dialetti svizzero-tedeschi hanno origini differenti e ancora oggi presentano differenze sostanziali dal punto di vista fonologico.

### Basso alemanno
Il dialetto della città di Basilea appartiene al gruppo dialettale basso alemanno e presenta analogie sostanziali con l'alsaziano e i dialetti della zona sud-occidentale del Baden-Württemberg.

### Alto alemanno
La maggior parte dei dialetti svizzero-tedeschi appartiene al gruppo alto alemanno che include anche i dialetti del Liechtenstein e del Vorarlberg, anch'essi tuttora diffusi nelle rispettive regioni.

### Altissimo alemanno
Nelle regioni alpine più isolate nell'Alto Vallese, soprattutto a Goms, nell'Oberland Bernese e nella Svizzera interna e nelle comunità walser in Italia, Liechtenstein e Austria vengono parlati dialetti di matrice alemanna altissima. Tali dialetti presentano le differenze più notevoli rispetto al tedesco scritto e anche rispetto agli altri dialetti.

## Tirolese
Il dialetto di tipo tirolese è parlato solo nel comune di Samnaun nel cantone dei Grigioni sul confine austriaco, questo dialetto è parlato in tutto il Tirolo ed è simile al dialetto sudtirolese parlato in Alto Adige.

## L'uso della lingua tedesca in Svizzera
Il tedesco standard, sostanzialmente identico alle lingue ufficiali di Germania e Austria, è lingua ufficiale in 17 cantoni svizzeri.
Tuttavia, la Svizzera tedesca si distingue da tutte le realtà linguistiche in Europa per l'affermazione di una situazione di diglossia. Mentre l'uso del dialetto è di fatto scomparso nella Svizzera romanda ed è limitato ad un ambito strettamente colloquiale e folcloristico nella Svizzera italiana, nella Svizzera tedesca il dialetto si è affermato come idioma dominante in tutti gli aspetti della comunicazione orale nella vita quotidiana e nei media.

### Evoluzione storica
Fino al XX secolo l'uso del dialetto era limitato essenzialmente alla vita privata. Utilizzato in maniera esclusiva dalle classi sociali inferiori, ma limitato a conversazioni all'interno della famiglia e spesso utilizzando accenti e vocaboli più raffinati dalle classi sociali superiori che privilegiavano il francese (Berna e Basilea) o il tedesco standard (Zurigo) in società.
L'affermazione del dialetto come lingua universale per la comunicazione orale avviene nel contesto della prima guerra mondiale e soprattutto dell'ascesa del nazismo in Germania. A partire dagli anni '60, il dialetto inizierà a diffondersi nei media e ad essere comunemente accettato come lingua di espressione quotidiana.

### Uso orale del tedesco
Tradizionalmente il tedesco scritto viene considerato la «lingua della ragione» (Sprache des Verstandes), contrariamente al dialetto che deve restare la «lingua del cuore».
Nella comunicazione orale, l'uso del tedesco standard è limitato ad alcune situazioni di particolare rilievo istituzionale. In ambito politico, esso viene utilizzato nei discorsi ufficiali a livello federale. Il dialetto prevale invece nei discorsi a livello locale, nei dibattiti televisivi e, spesso, nei comizi. Nei media, l'uso del tedesco standard è tuttora dominante nei principali notiziari delle emittenti televisive e radiofoniche pubbliche e per il doppiaggio di film stranieri. Il dialetto si è affermato nelle trasmissioni d'intrattenimento e nei talk show. In ambito scolastico, l'uso del tedesco ufficiale è obbligatorio per le lezioni, mentre il ricorso al dialetto è generalmente diffuso per le comunicazioni dirette tra insegnante e studente.
Tutte le altre situazioni di interazione sono dominate dal dialetto, che più della metà degli Svizzeri tedeschi dichiara di utilizzare in maniera esclusiva in ogni contesto della vita quotidiana. L'uso del tedesco standard è limitato a conversazioni in cui è presente un interlocutore che non è in grado di esprimersi in un dialetto svizzero tedesco. In contesti di incontro tra locutori di dialetti diversi è d'uso parlare il proprio dialetto eventualmente evitando espressioni locali.

### Uso scritto del tedesco
La comunicazione scritta viene effettuata tuttora prevalentemente in tedesco ufficiale. In tempi recenti, con la diffusione di idioletti scritti colloquiali, come nella telefonia mobile (linguaggio degli SMS), e nell'informatica (gergo delle chat e della posta elettronica) l'uso del dialetto scritto ha conosciuto una notevole crescita senza tuttavia potersi fondare su norme grammaticali e ortografiche.
Interessante e talora di notevole livello è la produzione letteraria in diverse varietà dello svizzero tedesco, documentata ad esempio dall'antologia di poesie Mach keini Schprüch, a cura di Dieter Fringeli, uscita presso l'Ammann Verlag. Particolarmente ricca è la produzione in dialetto bernese: molto presente nella vasta opera di Jeremias Gotthelf (1797-1854), apprezzata attraverso le canzoni poetiche del cantautore Mani Matter (1936-1972), riconosciuta nel suo valore artistico, per esempio, attraverso i premi letterari attribuiti alle opere di Beat Sterchi.

### L'equilibrio lingua scritta-dialetto
Lo svizzero tedesco ha conosciuto negli ultimi decenni un forte sviluppo nella comunicazione pubblica. Contrariamente ad altre esperienze analoghe (galiziano, lussemburghese), lo svizzero tedesco resta un continuum di dialetti non codificati e non ufficiali. Se i media hanno contribuito ad affermare il dialetto all'esterno delle comunicazioni familiari e colloquiali, hanno allo stesso tempo abituato la popolazione svizzera ad ascoltare il tedesco parlato in Germania. Le reti televisive private tedesche hanno saputo affermarsi nel mercato svizzero offrendo serie, film e reality shows in tedesco standard. Contestualmente allo sviluppo di un particolarismo locale svizzero, è aumentato il legame culturale con la Germania.

#### Numeri cardinali da 0 a 20
Null (zero), Ais (uno), Zwo (due), Drüü (tre), Viär (quattro), Foif (cinque), Säx (sei), Siibe (sette), Acht (otto), Nüün (nove), Zää (dieci), Elf (undici), Zwölf (dodici), Drizza (tredici), firza (quattordici), füfza (quindici), sachza (sedici), siibza (diciassette), achza (diciotto), nüünza (diciannove), zwanzk (venti).